# Thryssa dussumieri
Thryssa dussumieri es una especie de pez del género Thryssa, familia Engraulidae, orden Clupeiformes. Fue descrita científicamente por Valenciennes en 1848.
Es una especie inofensiva para el ser humano y posee un gran valor comercial. Se alimenta de larvas de gambas y copépodos.

## Descripción
La longitud estándar es de 11 centímetros.

## Distribución y hábitat
Se distribuye por el Indo-Pacífico: en las costas de Pakistán, India, Birmania, Malasia, Indonesia y Taiwán. Habita en zonas costeras donde puede alcanzar los 50 metros de profundidad.